# Dziennik wygnańca
Dziennik wygnańca – opowiadanie Aleksandra Fredry, wydane w 1832.
Dokładna data powstania utworu nie jest znana. Zdaniem Stanisława Pigonia opowiadanie mogło powstać w roku 1831 lub 1832 podczas pobytu w Wiedniu. Drukiem ukazało się we Lwowie w 1832 wraz z opowiadaniem Nieszczęścia najszczęśliwszego męża (s. 83–120). W pierwodruku tytuł utworu został skrócony do samego Dziennik prawdopodobnie w wyniku działań cenzury lub też przez wzgląd na nią. Po raz drugi opowiadanie ukazało się drukiem w 1880 w tomie XIII pośmiertnego wydania dzieł Fredry (s. 221–247). Autograf ani odpis utworu nie zachował się.
Opowiadanie poświęcone jest represjom po powstaniu listopadowym. Utwór, stylizowany na autentyk, ukazuje fizyczne i psychiczne cierpienia sybiraka, jednocześnie jest też uniwersalnym dyskursem na temat losu ludzkiego i kondycji człowieka zniewolonego.